# 曹元正
曹元正（：／；？—1187年），是高麗王朝中期武人政權的掌權者之一。
曹元正是玉匠人之子，其母、祖母皆是官妓。原為一個低級軍官，最高只能升官到七品。1170年（毅宗二十四年），鄭仲夫、李義方、李高等人發動武臣政變，曹元正幫助李義方而功勛卓著，因此獲得提拔，歷任郎將、將軍。慶大升推翻鄭仲夫並掌權後，由於崔世輔、李義旼等參加過武臣政變都在政治上平步青雲，慶大升承認他們的實力而不得不都將他們提拔。曹元正因此在1181年（明宗十一年）出任工部尚書，1183年，轉任樞密院副使。
曹元正性格貪婪暴虐。當時東宮牽龍指諭一職出缺，曹元正請求讓自己兒子補任該職；明宗派宦官告訴他：「已經任命尚書史正儒之子了。」曹元正勃然大怒地侮辱宦官，並罵道：「為甚麽史正儒之子可以擔任，而曹元正之子就不可以！」聞者莫不痛憤。又有一次，他要求將作注簿李長同提供官廳用的馬草供自己私用，被李長同拒絕。於是曹元正假藉別的事由參奏，將其流放南方。曾任東北面兵馬使時經常劫奪他人財物，不可勝計。就連馬衣都要私吞送到自己家中。見到長頭髮的人，必剪其髮用來做髢，多至二馱。
明宗十七年七月，曹元正奪中書省公廨田租，平章事文克謙、崔世輔、文章弼、杜景升，以及左常侍李知命、直門下金純、給事中文迪等人多次上奏彈劾他，請求治他的罪。明宗因此罷免了他的官職，以工部尚書致仕。其子曹英植、曹英迪、曹應倫，以及女婿李柱等人也都是貪婪暴虐之人，重房也上奏將他們一並黜退。
被罷官的曹元正心中甚為憤怒，遂與石隣、石冲、石夫、朱迪等謀，派家臣高令文、林椿幹、俊白等人發動叛亂。該月晦日二鼓時分發動政變，以七十餘人翻墻進入壽昌宮，殺死樞密使梁翼京、內侍郞中李揆、李粲等人，殺傷甚眾，從內侍院殺到明宗居住的寢宮。明宗問誰是主謀，叛軍誣陷稱是宰相杜景升、給事中文迪等人。左承宣權節平知道叛軍沒有援軍，於是悄悄逃到街衢之上，召集士兵之宮門外，故意大張聲勢。叛軍畏懼，逃到西門。中郎將高安祐得知發生了叛亂，連忙趕到市樓橋邊，發現一個僧人僞裝成生病的乞丐躺在糞堆之上，立即下令將其逮捕審問。明宗派刑部尚書白任至、大將軍朴純、內侍將軍李文中等人審問數日，高令文、俊白等全都招供，於是派兵逮捕了曹元正、石隣等人。先斬高令文、林椿幹等，又斬曹元正等十餘人於保定門外，其黨羽三十餘人皆被殺死並籍沒家產，受牽連者有一百七十餘戶。

## 相關影視作品
- 《武人時代》，KBS，2003年~2004年，演員：金周荣（朝鲜语：김주영 (1952년)）